# Namacodon
- Commons
- Wikispecies

Namacodon é um gênero botânico pertencente à família Campanulaceae.